# Боатенг, Эммануэль (футболист, 1997)
Эммануэль Боатенг (англ. Emmanuel Boateng; род. 17 июня 1997, Akwatia, Восточная область) — ганский футболист, полузащитник турецкого «Коньяспор».

## Клубная карьера
Начинал заниматься футболом в академии «Фейеноорд Феттех», которая потом преобразовалась в Западно-африканскую футбольную академию — ВАФА. В её составе дорос до основной команды. 20 февраля 2016 года дебютировал за неё в ганской Премьер-лиге, появившись в стартовом составе матча с «Асанте Котоко». 22 мая забил свой первый мяч в карьере, отличившись на 8-й минуте встречи с «Течиман Сити».
В январе 2018 года в качестве свободного агента перешёл в состав действующего чемпиона страны — «Адуана Старз», подписав с ним контракт, рассчитанный на три года. 25 марта сыграл первую игру за новую команду в чемпионате Ганы против «Элмина Шаркс», появившись на поле на 70-й минуте вместе Ноа Мартея. 6 мая дебютировал в составе клуба в матче группового этапа Кубка Конфедерации КАФ с ивуарийским «АСЕК Мимозас».
18 сентября 2018 года после успешного просмотра в «Хапоэле» из Тель-Авива, подписал с клубом четырёхлетнее соглашение. Дебютировал в Лиге ХаАле 30 декабря в матче 16-го тура с «Бней Сахнином», появившись на поле в стартовом составе. В середине второго тайма он был заменён на Шая Элиаса. В сезоне 2020/21 «Хапоэль» добрался до финала кубка страны. В решающем матче против «Маккаби» ганский полузащитник вошёл в игру на 67-й минуте и на 118-й минуте заработал жёлтую карточку. Основное время встречи завершилось вничью 1-1, а в дополнительное время сильнее оказался соперник. В общей сложности за три сезона в Израиле Боатенг принял участие в 83 матчах в различных турнирах и забил три мяча.
11 сентября 2021 года стал игроком шведского «Эльфсборга». 19 сентября дебютировал в чемпионате Швеции в домашней игре с «Эстерсундом» Боатенг появился на поле на 74-й минуте вместо датчанина Андре Рёмера.
16 января 2024 года перешёл в турецкий «Коньяспор». 6 мая в матче против «Фенербахче» он дебютировал в турецкой Суперлиге.

## Достижения
ВАФА:
- Серебряный призёр чемпионата Ганы: 2017

Хапоэль (Тель-Авив):
- Финалист кубка Израиля: 2020/21

## Клубная статистика
| Выступление         | Выступление      | Выступление      | Лига | Лига | Кубки | Кубки | Конт. кубки | Конт. кубки | Итого | Итого |
| Клуб                | Лига             | Сезон            | Игры | Голы | Игры  | Голы  | Игры        | Голы        | Игры  | Голы  |
| ------------------- | ---------------- | ---------------- | ---- | ---- | ----- | ----- | ----------- | ----------- | ----- | ----- |
| ВАФА                | Премьер-лига     | 2016             | 27   | 1    | 0     | 0     | 0           | 0           | 27    | 1     |
| ВАФА                | Премьер-лига     | 2017             | 16   | 1    | 0     | 0     | 0           | 0           | 16    | 1     |
| ВАФА                | Итого            | Итого            | 43   | 2    | 0     | 0     | 0           | 0           | 43    | 2     |
| Адуана Старз        | Премьер-лига     | 2018             | 12   | 0    | 0     | 0     | 5           | 0           | 17    | 0     |
| Адуана Старз        | Итого            | Итого            | 12   | 0    | 0     | 0     | 5           | 0           | 17    | 0     |
| Хапоэль (Тель-Авив) | Лигат ХаАль      | 2018/19          | 18   | 1    | 1     | 0     | 0           | 0           | 19    | 1     |
| Хапоэль (Тель-Авив) | Лигат ХаАль      | 2019/20          | 26   | 0    | 5     | 1     | 0           | 0           | 31    | 1     |
| Хапоэль (Тель-Авив) | Лигат ХаАль      | 2020/21          | 25   | 1    | 8     | 0     | 0           | 0           | 33    | 1     |
| Хапоэль (Тель-Авив) | Итого            | Итого            | 69   | 2    | 14    | 1     | 0           | 0           | 83    | 3     |
| Эльфсборг           | Алльсвенскан     | 2021             | 4    | 0    | 0     | 0     | 0           | 0           | 4     | 0     |
| Эльфсборг           | Итого            | Итого            | 4    | 0    | 0     | 0     | 0           | 0           | 4     | 0     |
| Всего за карьеру    | Всего за карьеру | Всего за карьеру | 128  | 4    | 14    | 1     | 5           | 0           | 147   | 5     |